# Nukleosid
Et nukleosid er en organisk forbindelse, der består af en kvælstofholdig heterocyklisk aromat (en base). I naturligt forekommende nukleosider er denne oftest en purin (2-ringet) eller en pyrimidin (1-ringet). Basen er bundet til en pentose-sukker via en N-glykosidbinding. I de nukleosider, der indgår i DNA og RNA er sukkergruppen enten ribose (i RNA) eller 2'-deoxyribose (i DNA).
Nukleosider kan fosforyleres, eksempelvis af kinaser, og derved danne nukleotider. Den mest almindelige fosforyleringsreaktion involverer 5'-positionen (øverst til venstre på figuren), men 3'-position kan også fosforyleres, som f.eks. i stoffet ppGpp (guanosin-3',5'-bispyrofosfat, også kaldet "Magic spot"), der fungerer som et signalstof i visse bakterier.